# Jeffrey Karoff
Jeffrey Karoff ist ein Regisseur und Filmproduzent, der bei der Oscarverleihung 2014 für seinen Film CaveDigger für den Oscar in der Kategorie Bester Dokumentar-Kurzfilm nominiert war. Karoff arbeitet hauptberuflich als Werbe- und Dokumentarfilmer für Non-Profit-Organisationen wie die Robin Hood Foundation in New York City. Er ist Gründer des Regie- und Schauspielworkshops Paradox Works. Karoff lebt in Venice, Kalifornien.